# سيدة العتمة (مسلسل)
سيدة العتمة مسلسل كويتي مكون من ثمان حلقات وهو من الاعمال الاجتماعية الانسانية, عرض عام 2022.
| سيدة العتمة | سيدة العتمة  |
| ----------- | ------------ |
| النوع       | درامي، اثارة |
| تاليف       | منى الشمري   |
| اخراج       | عيسى ذياب    |
| البلد       | كويت         |
| الحلقات     | ثمان حلقات   |

## قصة المسلسل
تدور احداث المسلسل عن امرأة ثرية وقوية ومتسلطة نائلة (سعاد عبدالله) التي تتعامل مع اولادها بقسوة وتفرض شخصيتها عليهم وتصبح لديهم معاناة نفسية من هذه المعاملة، وتوفيت اثر صدمة من ابنتها روان (روان مهدي), وقبل وفاتها كتبت وصيتها هي تقسيم الورث على ابنائها روان (روان مهدي) و سعود (سعود بوشهري) وتركت ابنتها حنين التي تعاني من مرض ثنائي القطب (صمود المؤمن) من دون ورث ولكن اعطتها مفتاح لتكشف عن سر وهو الخالة بثينة (سعاد عبدالله) التي مسجونة في المزرعة منذ 25 سنة وشخصيتها طيبة وضعيفة, وفي النهاية تكتشف اللغز حنين انها ليست ابنة نائلة انما ابنة بثينة, و عبدالعزيز صفر شخصيته تعطي انطباع الشك وهل وراءه سر ام لا وهو محامي الام نائلة.

## ادوار الممثلين
سعاد عبدالله.. تجسد شخصيتان وهما (نائلة الام) و(الخالة بثينة)
سعود بوشهري .. سعود ابن نائلة
روان مهدي .. روان ابنة نائلة
صمود المؤمن .. حنين ابنة بثينة

## (ثنائي القطب)
العمل هو دراما يناقش امراض نفسية ومنها ثنائي القطب التي تعاني منه حنين (صمود المؤمن) ,ويمكن على المرض النفسي السيطرة عليه من خلال كأي مرض جسدي بالعلاج.
وتكلمت الدكتورة رسل بورسلي من خلال لقاءها ان مرض ثنائي القطب له جانبان سلبي وايجابي , من الجانب السلبي يصبح في حالة اكتئاب ويتخيل, الايجابي تصبح لدية طاقة مفرطة, وعلاجه من خلال الادوية واذ تركها الشخص المصاب يرد على حالته الاولى.